# Anthopleura incerta
Anthopleura incerta is een zeeanemonensoort uit de familie Actiniidae.
Anthopleura incerta is voor het eerst wetenschappelijk beschreven door England in 1992.